# パロ野球ニュース
パロ野球ニュース（パロやきゅうニュース、Paro Ball News）はやくみつる（はた山ハッチ）が、1986年 - 1999年に竹書房の漫画雑誌で連載していた4コマ漫画。後にタイトルは「やくやくスポーツらんど」→「まんがパロ野球ニュース」へと変遷していった。
1980年代に週刊少年マガジンで連載し、単行本（ワイドKCレーベル）が全4巻まで発行された「ぱろぱろプロ野球ニュース」（作者：おおのたいじ）とは無関係である。

## 概要
当時、芳文社の雑誌に連載していた漫画『がんばれエガワ君』（1981年にまんがタイムで初掲載。後に『まんがスポーツ』〔1985年創刊〕で連載）や1986年に『週刊ベースボール』で連載開始した『やくみつるのセ相冗談』と同じく、日本プロ野球界における出来事を批判・揶揄する作風が基本。
1986年、雑誌『天才くらぶ』で連載開始。翌1987年、『天才くらぶ』をリニューアルした『まんがくらぶ』へ移行。1990年、本作を中心としたスポーツ漫画専門誌『まんがパロ野球ニュース』（以下：『まんパロ』、後の『まんがくらぶオリジナル』）が創刊。以来、1998年10月発売の11月号より『月刊スポコミ』（1981年に一道社から発行していた雑誌とは関係ない）に改題後も看板作品として連載を続け、同誌休刊（1999年3月発売の4月号）まで13年にわたる長期連載となった。
なお、連載開始当初は「はた山ハッチ」名義で発表していたが、1994年12月発売の『まんパロ』1995年1月号より、「やくみつる」名義に変更し、タイトルも『やくやくスポーツらんど（Yaku Yaku Sports Land）』に変更。その後『〜スポコミ』への誌名変更とともに「まんがパロ野球ニュース」にタイトル再変更した（タイトルロゴはスポコミ改題前の同誌題字ロゴと同じ）。
2003年10月14日、阪神タイガース18年ぶりリーグ優勝記念の特別増刊として発売された「まんがパロ野球ニュース号外まるごと阪神Vスペシャル」に、日刊スポーツ・『週刊ベースボール』連載分（「やくみつるのポテンショット」「やくみつるのドガチャカ交流試合」）の再録とともに「まんがパロ野球ニュース」が復活した。

### 単行本
単行本は、1987年 - 1995年に「パロ野球ニュース」として全15巻が、1995年 - 1999年に「やくやくスポーツらんど」として全5巻がそれぞれバンブーコミックスレーベルで発売された。単行本の収録作品は、基本的に上記作品だが、『週刊ベースボール』に連載の「やくみつるのセ相冗談」（やくみつるのセそうじょうだん）、『週刊宝石』の連載作品、そして「パロ野球ニュース」では巻によっては、『日刊スポーツ』連載作品や『月刊ホエールズ』連載作品、『笑アップ』（廣済堂出版発行）掲載作品なども収録されている。
また、1993年秋には、竹書房文庫レーベルから「パロ野球ニュース野球殿堂編」が全2巻発売された。
単行本は、パロ野球ニュース時代は欄外（下部分）に日本プロ野球12球団の似顔絵による選手・監督名鑑が掲載されていた（「やくやく〜」では、球界の顔ぶれが一気に変わりつつあって把握し切れていないとの理由で休止している）。
連載末期に、パロ野球ニュースの冠を戻したが、「やくやく〜」の最終巻には最終回までの作品も収録された。
「やくやく〜」の完結以降、2009年5月27日の『やくみつるの平成ポテンショット』（日刊スポーツ出版社）までの10年間、やくの野球漫画単行本は発売されなかった。

#### 単行本リスト
パロ野球ニュース
各巻ごとに当時話題となった選手・監督の名前がサブタイトルに冠されているが、その人物を扱ったネタだけで編集されているわけではない。以下、各巻をサブタイトル、発売時期、サブタイトルに冠された人物の順に紹介する。
- 第1巻 - 星野監督篇 - 1987年5月発売 - 星野仙一（中日ドラゴンズ監督）

解説者時代の星野が架空のスポーツニュース番組「パロ野球ニュース（パロ野球ニウス）」のキャスターを務める話が収録されている。
- 第2巻 - 王監督篇 - 1987年11月発売 - 王貞治（読売ジャイアンツ監督）
- 第3巻 - 長嶋一茂篇 - 1988年5月発売 - 長嶋一茂（ヤクルトスワローズ内野手）
- 第4巻 - 続王監督篇 - 1988年11月発売 - 2巻に同じく
- 第5巻 - 藤田監督篇 - 1989年5月発売 - 藤田元司（読売ジャイアンツ監督）
- 第6巻 - 続藤田監督篇 - 1989年11月発売 - 5巻に同じく
- 第7巻 - 清原和博篇 - 1990年5月発売 - 清原和博（西武ライオンズ内野手）

カバーの巻末より部分に、著者の「清原ネタがほとんどないにもかかわらず、編集側が清原和博篇とした」という旨の発言が書かれている（ただし、編集側による「はた山さんの方じゃないですか」という旨の反論も書かれている）。
- 第8巻 - 野茂英雄篇 - 1990年12月発売 - 野茂英雄（近鉄バファローズ投手）
- 第9巻 - 落合博満篇 - 1991年5月発売 - 落合博満（中日ドラゴンズ内野手）
- 第10巻 - 森監督篇 - 1991年12月発売 - 森祇晶（西武ライオンズ監督）
- 第11巻 - 野村監督篇 - 1992年5月発売 - 野村克也（ヤクルトスワローズ監督）
- 第12巻 - 中村監督篇 - 1992年12月発売 - 中村勝広（阪神タイガース監督）
- 第13巻 - 長嶋監督篇 - 1993年7月発売 - 長嶋茂雄（読売ジャイアンツ監督）
- 第14巻 - 松井秀喜篇 - 1994年7月発売 - 松井秀喜（読売ジャイアンツ外野手〔前年度まで内野手登録〕）
- 第15巻 - イチロー篇 - 1995年4月発売 - イチロー（オリックス・ブルーウェーブ外野手）

パロ野球ニュース野球殿堂編
- PART1 - 1993年10月発売
- PART2 - 1993年11月発売

やくやくスポーツらんど
以下、各巻を発売時期、表紙の中央部に登場した人物を紹介する。
- 第1巻 - 1995年11月発売 - イチロー（オリックス・ブルーウェーブ外野手）

巻末には、プロ野球ニュースのキャスターを担当した中井美穂と著者の対談記事が収録されている。
- 第2巻 - 1996年5月発売 - 野茂英雄（ロサンゼルス・ドジャース投手）
- 第3巻 - 1997年5月発売 - 清原和博（読売ジャイアンツ内野手）
- 第4巻 - 1998年5月発売 - 高橋由伸（読売ジャイアンツ外野手）、松井秀喜（高橋に同じく）、清原和博（3巻に同じく）
- 第5巻 - 1999年5月発売 - 野村克也（阪神タイガース監督）、長嶋茂雄（4巻に同じく）